# Мистровка
Ми́стровка (бел. Містраўкі́) — деревня в составе Техтинского сельсовета Белыничского района Могилёвской области Республики Беларусь.

## Население
- 2010 год — 16 человек